# 338 до н. е.

## Події
- Битва при Херонеї
- панеллінський конгрес в Коринфі.
- скінчилася друга Латинська війна
- Амбракія та Фіви завойовані Філіппом II Македонським

## Померли
- Артаксеркс III — цар Персії з династії Ахеменідів.
- Ісократ — давньогрецький філософ.
- цар Спарти Архідам III